# كيوكوشن كاراتيه
كلمة (كاراتيه) هي كلمة يابانية تعني (اليد الفارغة) (كارا): فارغة. (تيه): يد.
أما منشأ الكاراتيه فهي كغيرها من أنواع القتال باليد المجردة، ولهذا لا بد أن تكون قد نشأت مع ظهور الإنسان على كوكب الأرض. فالإنسان القديم كان في معارك دائمة مع الحيوان أو مع جاره الإنسان ولا بد أنه كان يستخدم نوعًا ما من أنواع القتال. ليس صحيحًا أن نقول بأن القتال باليد المجردة هو من الشرق أو من الغرب أو من بلد معين، فالطرق الأساسية للقتال يدًا بيد كانت موجودة مع وجود الإنسان، ثم طورت بعض الشعوب هذه الطرق وسموها بأسماء من لغاتهم؛ ولهذا نجد أن هناك أسماء مختلفة لشيء واحد هو القتال باليد المجردة الفارغة واستخدام أعضاء الجسم بالدفاع والهجوم؛ فهناك الكاراتيه باللغة اليابانية، والكونغ فو بالصينية، والتايكواندو بالكورية، وهناك أسماء بالإندونيسية والتايلاندية، بل قد ظهرت أيضًا أسماء بالإنجليزية وغيرها من اللغات لطرق قتالية متنوعة.
وإذا كنا بصدد الحديث عن (الكاراتيه) المنسوبة إلى اليابان كفن قتالي بواسطة الجسم؛ فإن هذه الكاراتيه بشكلها ونظامها الحالي قد بدأ انتشارها في بداية القرن العشرين. والمعروف لدى المختصين أن الأستاذ (غيشين فوناكوشي: 1868-1958) من (أوكيناوا) جاء إلى طوكيو في اليابان وقام بإدخال فن الكاراتيه إليها وصار رائد الكاراتيه الحديثة.

## أوياما والكيوكوشن كاراتيه
أحد الذين تدربوا مع (غيشين فوناكوشي) كان (ماسوتاتسو أوياما: 1923-1994) وهو من أصل كوري، وقد قام فيما بعد بتأسيس طريقة جديدة في الكاراتيه أسماها (كيوكوشن) وتعني: الحقيقة النهائية أو الحقيقة المطلقة. وتعد هذه الطريقة اليوم من أقوى الطرق وأشهرها وأكثرها انتشارًا في العالم. فقد ولد أوياما في قرية في جنوب كوريا، وبدأ التدرب على (الكيمبو) الصينية وهو في سن التاسعة، وعندما بلغ الخامسة عشر عامًا من عمره سافر إلى اليابان للدخول في مدرسة للطيران ليصبح طيارًا مقاتلاً ولكنه أُرغم على التخلي عن حلمه. واصل أوياما ممارسة الجودو والملاكمة ورغبته في الفنون العسكرية قادته إلى نادي (غيشين فوناكوشي) وهكذا بدأ ممارسة الكاراتيه الأوكيناوية. وبسبب تفانيه، تقدم سريعًا وببلوغه العشرين عامًا من عمره حصل على درجة الدان الرابع (4 دان). في هذا الوقت دخل الجيش الإمبراطوري الياباني وبدأ دراسة الجودو رغبة في إتقانها. عندما توقف عن التدريب في الجودو، بعد أربع سنوات، كان قد حصل على درجة (4 دان).
بعد هزيمة اليابان بعد الحرب العالمية الثانية، كان أوياما مثل جميع الشباب الياباني قد وقع في أزمة شخصية. وجد أوياما مخرجًا من يأسه بتدربه مع (سو ناي تشو) معلم كوري للكاراتيه (غوجو- ريو). هذا الأستاذ الكبير، المعروف بقوة جسمه، كان له تأثير عميق على الشاب ماس أوياما. بعد سنوات قليلة من التدريب، نصح الأستاذ (سو) أوياما بأن يتعهد أن يخصص حياته للطريق العسكري وأن ينسحب إلى مخبأ جبلي ويدرب عقله وجسمه. في العام 1946، بدأ ماس أوياما تدريبه في نقطة بعيدة على جبل (كيوسومي) في منطقة (شيبا). وقد صحبه أحد تلاميذه المسمى (ياشيرو) و (كاياما) الذي يجلب لهما الطعام كل شهر. من خلال التدريب الشديد، تعلم ماس أوياما التغلب على الإرهاق الفكري الذي تسببه العزلة ولكن (ياشيرو) لم يستطع تحملها فهرب بعد ستة أشهر.
بعد مرور أربعة عشر شهرًا أخبر (كاياما) أوياما أنه بسبب ظروف غير متوقعة فإنه لن يستطيع تكفل انسحاب أوياما في الجبال، وهكذا الخطة الأصلية لأوياما للبقاء في العزلة لثلاث سنوات أتت إلى نهاية. في العام 1950، بدأ ماس أوياما معاركه الشهيرة مع الثيران؛ جزئيًا ليختبر قوته وأيضًا ليجعل العالم يلاحظ قوة الكاراتيه خاصته. قاتل أوياما 52 ثورًا، قتل منها ثلاثة مباشرة وأخذ قرون 49 بواسطة ضربات بحرف يده. فتح ماس أوياما ناديه الأول في العام 1953 في (ميجيرو، طوكيو). في هذا الوقت كانت قوة أوياما في الكاراتيه في أوجها ولهذا كان التدريب شديدًا. تلاميذ كثيرون كانوا أعضاءً لأساليب أخرى وقد أراد أوياما مقارنة الأساليب لبناء كاراتيه خاصة به. لقد أراد أن يأخذ من أي فن عسكري ما شعر بأنها الفنون والمفاهيم الأفضل وتدريجيًا إدخالها في تدريبه؛ وبناء على ذلك، وضع حجر الأساس للكيوكوشن كاراتيه.
إن بناء المركز الرئيس العالمي قد بدأ في عام 1963 وافتُتح رسميًا في عام 1964. وفي هذا الوقت كان أوياما قد تبنى الاسم (كيوكوشن) «الحقيقة النهائية» أو «الحقيقة المطلقة». بدأت كيوكوشن انتشارها حول الكرة الأرضية وأصبحت في الوقت الحاضر واحدة من أكبر منظمات الفن العسكري في العالم.

## شوكي ماتسوي والكيوكوشن كاراتيه
توفي مؤسس فن كيوكوشن كاراتيه ماس أوياما في آخر شهر إبريل (نيسان) 1994. وكان قبل وفاته قد سمَّى (سوكي ماتسوي: 8 دان) ليكون خليفته من بعده في تحمل واجب إدارة الفن والحفاظ على اسم الكيوكوشن. ولد ماتسوي في العام 1963، وشرع حياته الكاراتيه الشهيرة وهو في سن الثالثة عشر. وقد أسس بسرعة سمعة قوية في أسلوب قتالي ذو فن عالي. لقد أخذ الأصول التي تعلمها في النادي، ومن خلال التدريب القوي والمكرس، جعل هذه الفنون تعمل لصالحه، والتلاميذ حول العالم يواصلون محاولاتهم للاستيلاء على بعض جوهر طريقة ماتسوي في القتال في تدريباتهم الخاصة. إن سجله الاستثنائي في البطولات، لأكثر من ثلاث سنوات متعاقبة بالأخص، جعلت أوياما يسميه «بطل حقيقي»؛ في العام 1985، وهو في سن الثانية والعشرين من عمره، فاز ببطولة كل اليابان المفتوحة الثانية عشرة؛ وفي العام 1986، فاز ببطولة كل اليابان المفتوحة الثالثة عشرة؛ وفي العام 1987، فاز ببطولة العالم المفتوحة الرابعة.
إضافة إلى ذلك، في العام 1986 نجح في مسابقة قتال 100 رجل، منجزًا الدرجة الأعلى في الضربات القاضية والفوز في التحدي النهائي، الذي استطاعت قلة مختارة فقط في إكماله. أخيرًا، إن مكانة الرجل تتأكد في تعيينه كخليفة أوياما في وصية أوياما الأخيرة، وهو الآن يرأس منظمة الكاراتيه الأكبر في العالم.

## وصلات خارجية
- IKO Kyokushinkaikan